# دبشینا
دبشینا (به آلمانی: Dobschau) یک شهرک با جمعیت ۵٬۱۲۵ نفر که در Rožňava District، اسلواکی واقع شده‌است.